# Im Sand bei Rotenburg
Im Sand bei Rotenburg ist der Name einer ehemaligen Kiesabbaufläche in einer Flussaue des Mittleren Fuldatals. Nach beendeter Auskiesung wurde das Gelände mit den angrenzenden Flächen als Naturschutzgebiet ausgewiesen. Zu dem geschützten Bereich gehören der entstandene Kiesteich, ein Altwasserarm der Fulda mit einem Teichrosenbestand, Weichholzauenwälder, Röhrichte, Hochstaudenfluren, Sukzessionsflächen, Brachen und Grünland.

## Lage
Das Naturschutzgebiet liegt nordwestlich von Rotenburg an der Fulda im nordosthessischen Landkreis Hersfeld-Rotenburg. Es wird im Süden von der Fulda und im Norden von der Bahntrasse der Strecke von Bebra nach Kassel begrenzt. Administrativ gehören die Flächen zu den Gemarkungen der Ortsteile Braach und Rotenburg der Stadt Rotenburg an der Fulda.
Naturräumlich wird der Bereich dem „Rotenburger Fuldatal“ im „Fulda-Werra-Bergland“ des „Osthessischen Berglands“ zugerechnet.

## Unterschutzstellung
Mit Verordnung vom 31. Juli 1997 der Oberen Naturschutzbehörde beim Regierungspräsidium Kassel wurde die ehemalige Kiesgrube mit ihren angrenzenden Flächen zum Naturschutzgebiet erklärt. Zweck der Unterschutzstellung war es, den Lebensraum der besonderen, hier vorkommenden Flora und Fauna zu schützen und in ihrer Eigenentwicklung zu fördern. Weitere Schutzgründe waren die Sicherung des Altarmbereichs mit seinen Schilfröhrichten und Teichrosenbeständen sowie die Gewährleistung einer naturnahen Entwicklung der Ufersäume und Sukzessionsflächen. Dabei sollte die natürliche Dynamik der Wasserstände infolge von Hochwasserereignissen erhalten und durch die Reaktivierung einer Hochflutrinne verbessert werden. Das Schutzgebiet besitzt eine Größe von 10,22 Hektar, hat die nationale Kennung 1632029 und den WDPA-Code 318594.
Das Naturschutzgebiet liegt vollständig im Landschaftsschutzgebiet „Auenverbund Fulda“, zu dem Flächen entlang der Fulda in mehreren Landkreisen gehören. Zweck der Unterschutzstellung, des im Jahr 1993 ausgewiesenen Gebiets, ist die Erhaltung der durch unterschiedliche Durchfeuchtungsstufen geprägten Wiesen- und Ufervegetationstypen sowie die Wiederherstellung naturnaher Gewässerabschnitte, durch die Umwandlung von Ackerland in extensiv genutztes Grünland.

## Touristische Erschließung

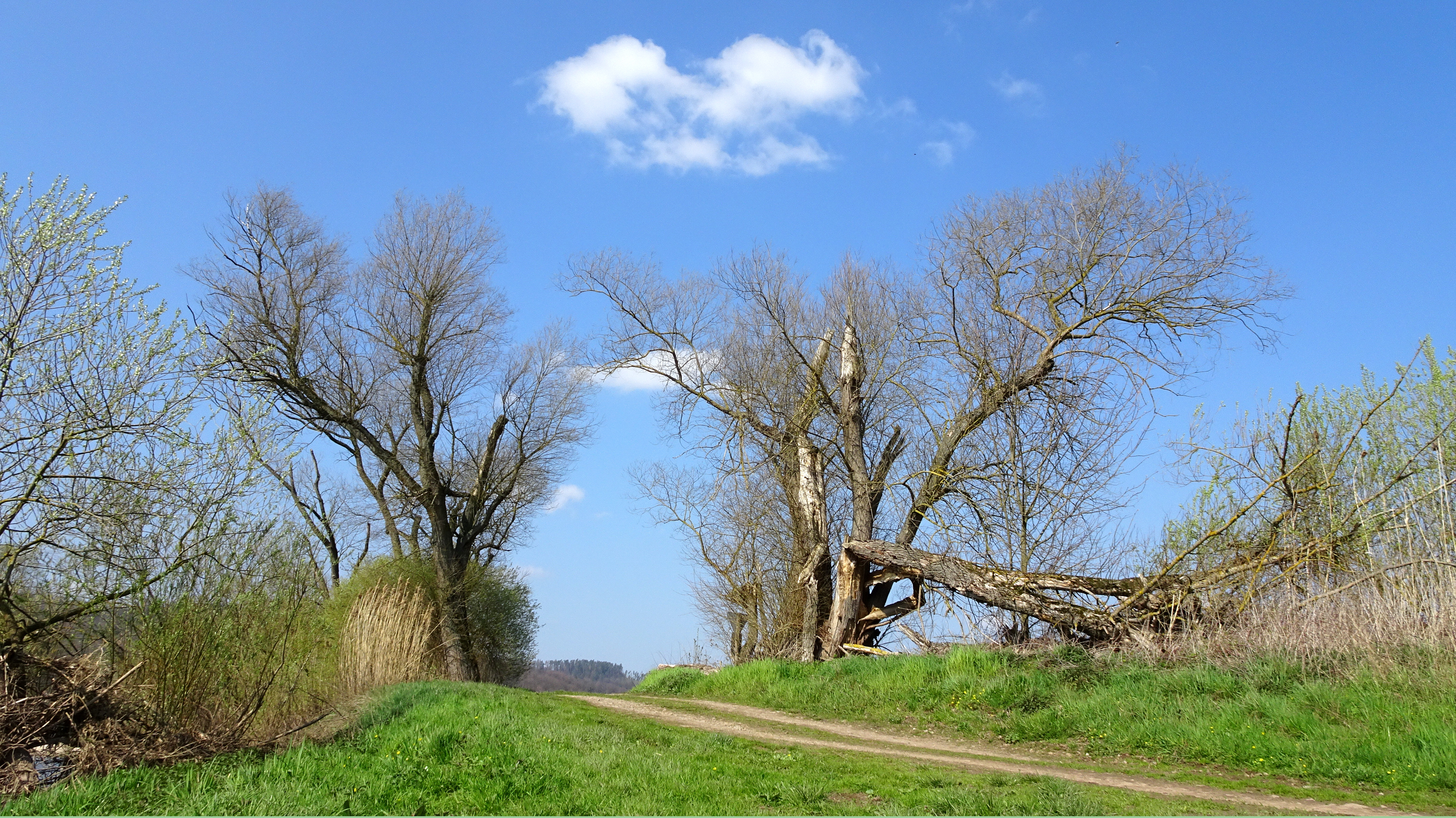
Der „Auenerlebnispfad“ verläuft zwischen der Fulda und dem südlichen Randbereich des Schutzgebiets.

Entlang der Fulda verläuft der „Auenerlebnispfad“ von Rotenburg bis in Höhe des Sportplatzes Braach, von dem aus das Naturschutzgebiet eingesehen werden kann.

## Schutzgebiet
Der größte Teil des Schutzgebiets besteht aus einem Kiessee, der sich in einer aufgelassenen Kiesabbaufläche gebildet hat. Nach der beendeten Ausbeutung, Mitte der 1990er Jahre, folgten abschnittsweise Renaturierungsmaßnahmen, mit dem Ziel, die Uferareale des entstehenden Kiesteichs so zu formen, dass sich vielfältige Biotope bilden können. Durch die naturnahe Gestaltung, in Verbindung mit dem vorhandenen Altarmbereich, hat sich nach Ansicht der Naturschützer ein wertvolles strukturreiches Stillgewässer entwickelt.
Der geschützte Bereich in der Fuldaaue bietet Vögeln Brutstätten, Trittsteine und Nahrungshabitate. Rund fünfzig geschützte und gefährdete Vogelarten wurden nachgewiesen. Durch die Baumaßnahmen und der anschließenden Vegetationsentwicklung änderten sich die Lebensräume, was sich auf die Zusammensetzung der Arten auswirkte. Als regelmäßige Durchzügler und Wintergäste, die im Naturschutzgebiet beobachtet wurden, nennen die Autoren Sieglinde und Lothar Nitsche in dem Buch „Naturschutzgebiete in Hessen, schützen-erleben-pflegen“ Zwergtaucher, Silberreiher, Kormoran, Knäk-, Schnatter-, Krick-, Löffel-, Tafel- und Reiherente, Gänsesäger und Fischadler.
Das Gebiet liegt im Überschwemmungsbereich der Fulda. Nach dem Hochwasser vom Januar 1995 wurden ausgehend von Konzepten für einen naturverträglichen Hochwasserschutz umfangreiche Renaturierungsarbeiten realisiert. Statt noch höherer Dämme sollte mit einer Flussaufweitung eine Vergrößerung der Rückhaltepotentiale erreicht werden. Konkret wurden neue Nebenarme zur Fulda mit Steilufern, Flachwasserzonen und Stillwasserbereichen angelegt und Flutrinnen auf Grundlage historischer Karten wiederhergestellt. Auch das Schutzgebiet „Im Sand“ und weitere vorhandene Baggerseen wurden in die Auenreaktivierung mit einbezogen. Neben dem Ziel, die Überschwemmungen im Stadtgebiet zu minimieren, sollte auch mit der Gestaltung naturraumtypischer Auenstrukturen das Ökosystem mit einer steigenden Artenvielfalt reagieren.